# Élections législatives de 1798 dans la Mayenne
Les élections législatives françaises de 1798 se déroulent du 9 au 18 avril 1798. Dans la Mayenne, cinq députés — un au Conseil des Anciens et quatre au Conseil des Cinq-Cents — sont à élire sur les huit que compte le département.  

## Élus

### Élus au Conseil des Anciens

#### Élus non-concernés par le renouvellement de 1798
| Député élu ou réélu        |  | Parti       |
| -------------------------- |  | ----------- |
| Michel-René Maupetit       |  | Clichyens   |
| René-Augustin Lair-Lamotte |  | Montagnards |

#### Élus concernés par le renouvellement de 1798
| Député sortant               |  | Parti     | Député élu             |  | Parti         |
| ---------------------------- |  | --------- | ---------------------- |  | ------------- |
| René-François Jarry-Desloges |  | Clichyens | Abraham Goyet-Dubignon |  | Thermidoriens |

### Élus au Conseil des Cinq-Cents

#### Élus concernés par le renouvellement de 1798
| Député sortant         |  | Parti         | Député élu                    |  | Parti         |
| ---------------------- |  | ------------- | ----------------------------- |  | ------------- |
| ?                      |  | ?             | Olivier Provost du Bourion    |  | Thermidoriens |
| ?                      |  | ?             | Jacques-Anne-Nicolas Chartier |  | Montagnards   |
| Jacques-François Bissy |  | Thermidoriens | Jacques-François Bissy        |  | Montagnards   |
| Joseph-Pierre Louveau  |  | Clichyens     | Mathurin Enjubault            |  | Montagnards   |

Chartier nommé député, en fut exclu par la Loi du 22 floréal an VI.